# يوجين أ. رودريغيز
يوجين أ. رودريغيز (بالإنجليزية: Eugene A. Rodriguez)‏ هو فارس أمريكي، ولد في 14 نوفمبر 1916 في ماتانزاس في كوبا، وتوفي في 23 أكتوبر 1996.